# Nordijska turneja
Nordijska turneja je vsakoletna prireditev v sklopu svetovnega pokala v smučarskih skokih. Turneja je na sporedu vse od sezone 1996/97 kot konkurenca Novoletni turneji, vendar njena popularnost ne dosega le-te. 

## Prizorišča
|  | Kraj                | Ime skakalnica | K-točka | Velikost | Rekorderji naprav                                  |
|  | ------------------- | -------------- | ------- | -------- | -------------------------------------------------- |
|  | Lahti, Finska       | Salpausselkä   | K-116   | HS 130   | Andreas Widhölzl 135,5 m (2006)                    |
|  | Kuopio, Finska      | Puijo          | K-120   | HS 127   | Masahiko Harada 135,5 m (1998)                     |
|  | Trondheim, Norveška | Granåsen       | K-123   | HS 140   | Gregor Schlierenzauer, Simon Ammann 140,0 m (2008) |
|  | Oslo, Norveška      | Holmenkollen   | K-115   | HS 128   | Tommy Ingebrigtsen 136,0 m (2006)                  |

## Dosedanji zmagovalci
| Leto | Zmagovalec            | Država   |
| ---- | --------------------- | -------- |
| 2010 | Simon Ammann          | Švica    |
| 2009 | Gregor Schlierenzauer | Avstrija |
| 2008 | Gregor Schlierenzauer | Avstrija |
| 2007 | Adam Małysz           | Poljska  |
| 2006 | Thomas Morgenstern    | Avstrija |
| 2005 | Matti Hautamäki       | Finska   |
| 2004 | Roar Ljøkelsøy        | Norveška |
| 2003 | Adam Małysz           | Poljska  |
| 2002 | Matti Hautamäki       | Finska   |
| 2001 | Adam Małysz           | Poljska  |
| 2000 | Sven Hannawald        | Nemčija  |
| 1999 | Noriaki Kasai         | Japonska |
| 1998 | Andreas Widhölzl      | Avstrija |
| 1997 | Kazujoši Funaki       | Japonska |